# St.-Martins-Kirche (Seelze)

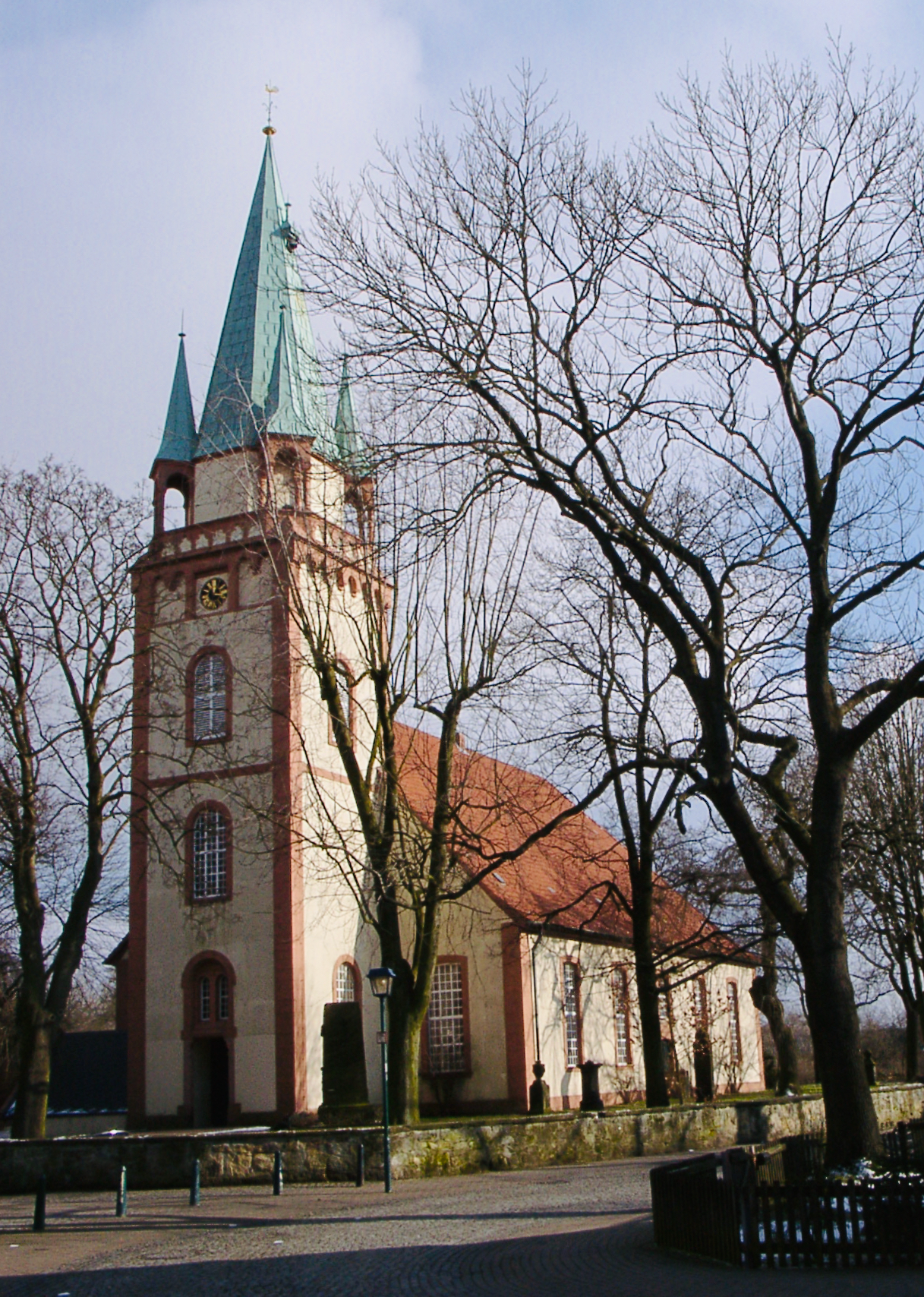
Die St.-Martins-Kirche in Seelze

Die St.-Martins-Kirche ist die denkmalgeschützte Kirche im Stadtteil Seelze der Stadt Seelze in der Region Hannover in Niedersachsen.
Ihre Kirchengemeinde im Stadtkirchenverband Hannover im Sprengel Hannover der evangelisch-lutherischen Landeskirche Hannovers hat etwa 3400 Mitglieder.

## Geschichte
Es könnte sein, dass Seelze bereits in der ersten Hälfte des 11. Jahrhunderts zum Pfarrort wurde.
Urkundlich belegt ist ein Kanonikus Reinardus de Selze im Jahr 1248. Es wird angenommen, dass er seinerzeit die Seelzer Pfarre verwaltete.

### Vorgängerkirche
In Seelze hatte es bereits im 13. Jahrhundert eine Kirche gegeben.
Möglicherweise war sie schon der durch das Bevölkerungswachstum erforderlich gewordene vergrößerte und massiv gebaute Ersatz für einen kleinen hölzernen Vorgängerbau.
Die Seelzer Kirche wurde 1385 bei einer Fehde zwischen Herzog Albrecht von Sachsen und Dietrich von Mandelsloh zumindest teilweise zerstört.
Als Ersatz wurde eine Kirche im Stil einer romanischen Basilika errichtet.
Im Jahr 1493 wurde eine Sakristei angebaut. Der Turm wurde 1696 zumindest teilweise erneuert. 1749 wurde eine Schlaguhr angeschafft.
Schon 1738 hielt der Pfarrer eine große Instandsetzung für nötig.
Für das Jahr 1755 plante dann die Bauverwaltung des Konsistoriums die Renovierung des baufällig gewordenen Gebäudes. Bei dieser Gelegenheit entstanden auch die einzig bekannten Zeichnungen des Gotteshauses.
Eine Feuersbrunst zerstörte am 30. Juli 1755 die Kirche, das Schulhaus, 11 komplette Hofstellen und 10 weitere Wohnhäuser im Ortskern von Seelze.

### Übergangslösungen
Die seelsorgerische Versorgung der sieben Dörfer des Seelzer Kirchspiels wurde vorübergehend umorganisiert. Für die Dörfer Gümmer und Lohnde sollten einfache Lesegottesdienste in der Kapelle in Gümmer gehalten werden, für Harenberg und Döteberg in der Kapelle Harenberg. Die Gläubigen aus Almhorst sollten zur Kirche in Kirchwehren ausweichen.
Für die Seelzer wurde ein Teil der Scheune des Seelzer Gutshofes für die Nutzung als Behelfskirche umgestaltet. Da auch die Seelzer Tischlereien abgebrannt waren, baute ein Tischler aus Kirchwehren in der Scheune einem Holzfußboden und zwei Emporen ein.
Der am Nordrand von Seelze an der Leine gelegene Gutshof des Stolzenauer Oberamtmanns von Hugo lag außerhalb des durch das Feuer zerstörten Ortszentrums.
Zunächst hatte der Unterbringung und Versorgung der obdachlos Gewordenen Vorrang. Auch das Pfarrgehöft und das Küsterhaus mit einer Schulstube mussten neu gebaut werden. Die nötigen Mittel mussten die Bewohner aller sieben Dörfer des Kirchspiels aufbringen, da die kirchlichen Gebäude nicht bei der 1750 gegründeten landschaftlichen Brandkasse versichert gewesen waren.
Für das Fachwerk der Neubauten wurde frisches Eichenholz in den nahen königlichen Forsten geschlagen. Das Nadelholz für das Dachgebälk wurde aus dem Harz auf der Leine bis Ricklingen vor Hannover geflößt. Sandsteinquader wurden mit Pferdefuhrwerken von einem Steinbruch in Barsinghausen geholt. Die 7000 Dachpfannen für das neue Pfarrhaus kamen vermutlich aus der Ziegelei in Herrenhausen.
Die neue Pfarrscheune war wegen der Knappheit an Dachziegeln vorerst mit Stroh gedeckt worden.
Sie war von vornherein für den Gebrauch als Notkirche konstruiert worden. Ab dem Michaelistag, dem 29. September, 1759 fanden die Gottesdienste in dieser Scheune statt. Zum Pfingstgottesdienst 1763 wurden 750 Personen in dieser Notkirche gezählt. Der Siebenjährige Krieg in den Jahren 1756 bis 1763 hatte den Wiederaufbau in Seelze durch Einquartierungen, Kontributionen und Ernteschäden erschwert und verzögert.

## Beschreibung

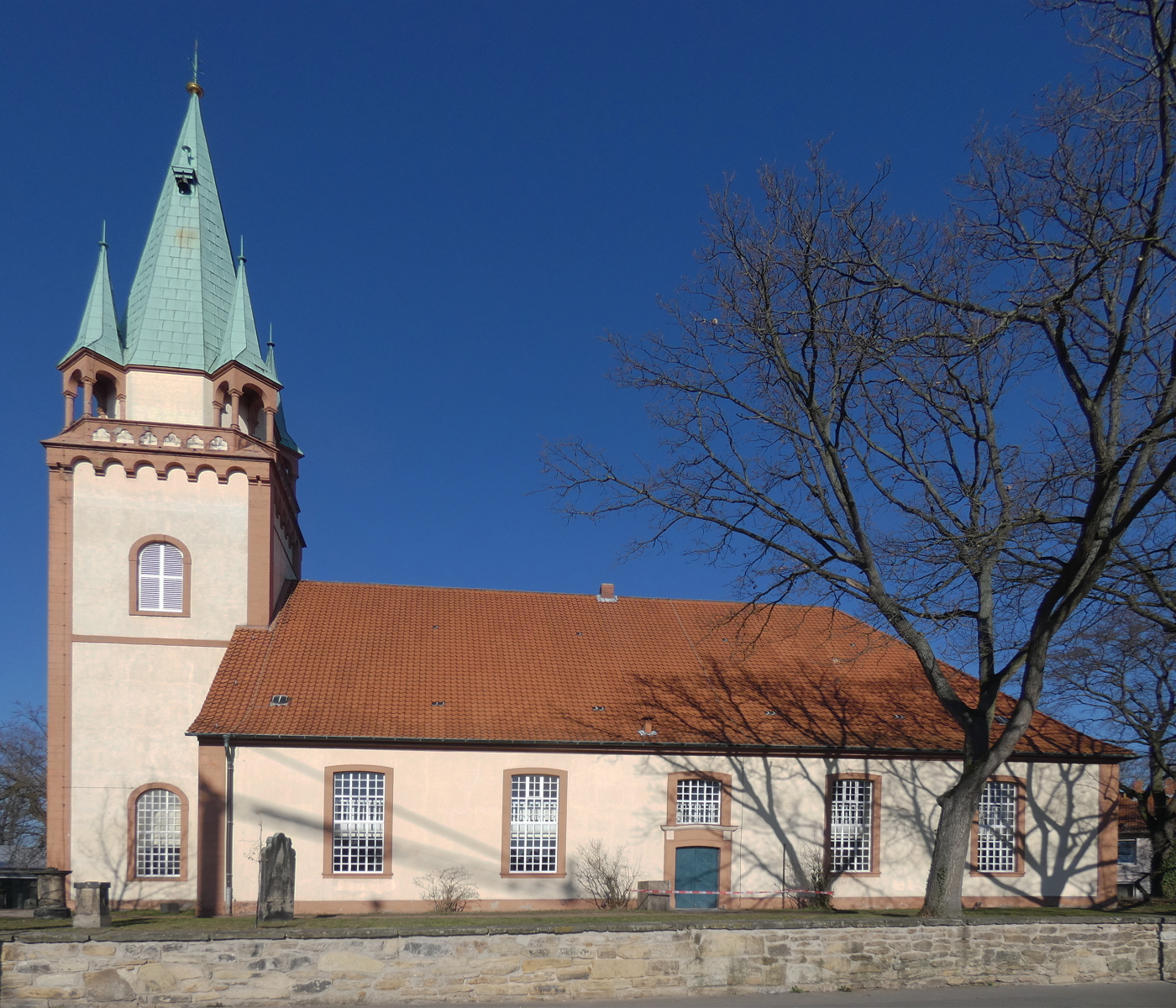
Südseite der St.-Martins-Kirche

Die ab dem Jahr 1764 geplante und errichtete Kirche wurde am 2. April 1769 eingeweiht.
Das aus Bruchstein auf einem Sandsteinsockel erbaute Kirchenschiff ist ein verputzter Saalbau mit einer Länge von 29 m und einer Breite von 17 m. Es gibt je fünf flachbogige Fenster in Sandsteingewänden an den Seiten. Jeweils unter dem mittleren ist eine Tür eingebaut.
Der Innenraum hat eine verputzte Decke. Im Osten ist die rechteckige Sakristei angebaut. Aus Kostengründen wurde nur ein niedriger Westturm mit einfachem Dach gebaut.
Die Ausstattung bestand anfangs aus dem barocken Kanzelaltar aus der Werkstatt des Hofbildhauers Johann Friedrich Blasius Ziesenis, dem aus der alten Kirche geborgenen Taufstein, den Emporen und dem Kirchengestühl.
1777 wurde in der Kirche eine Orgel installiert.
Eine neue Schlaguhr wurde im Jahr 1790 erworben und im Turm angebracht.
Im Jahr 1874 wurden die Außenwände mit Zement verputzt.
Die finanzielle Lage der Kirchengemeinde hatte sich im 19. Jahrhundert deutlich verbessert.
Der 1767 nur niedrig gebaute Westturm wurde im Jahr 1876 nach Plänen von Conrad Wilhelm Hase mit einer repräsentativen Turmspitze auf 45 m Höhe aufgestockt. Der Turm trägt einen achteckigen Helm mit vier Ecktürmchen.

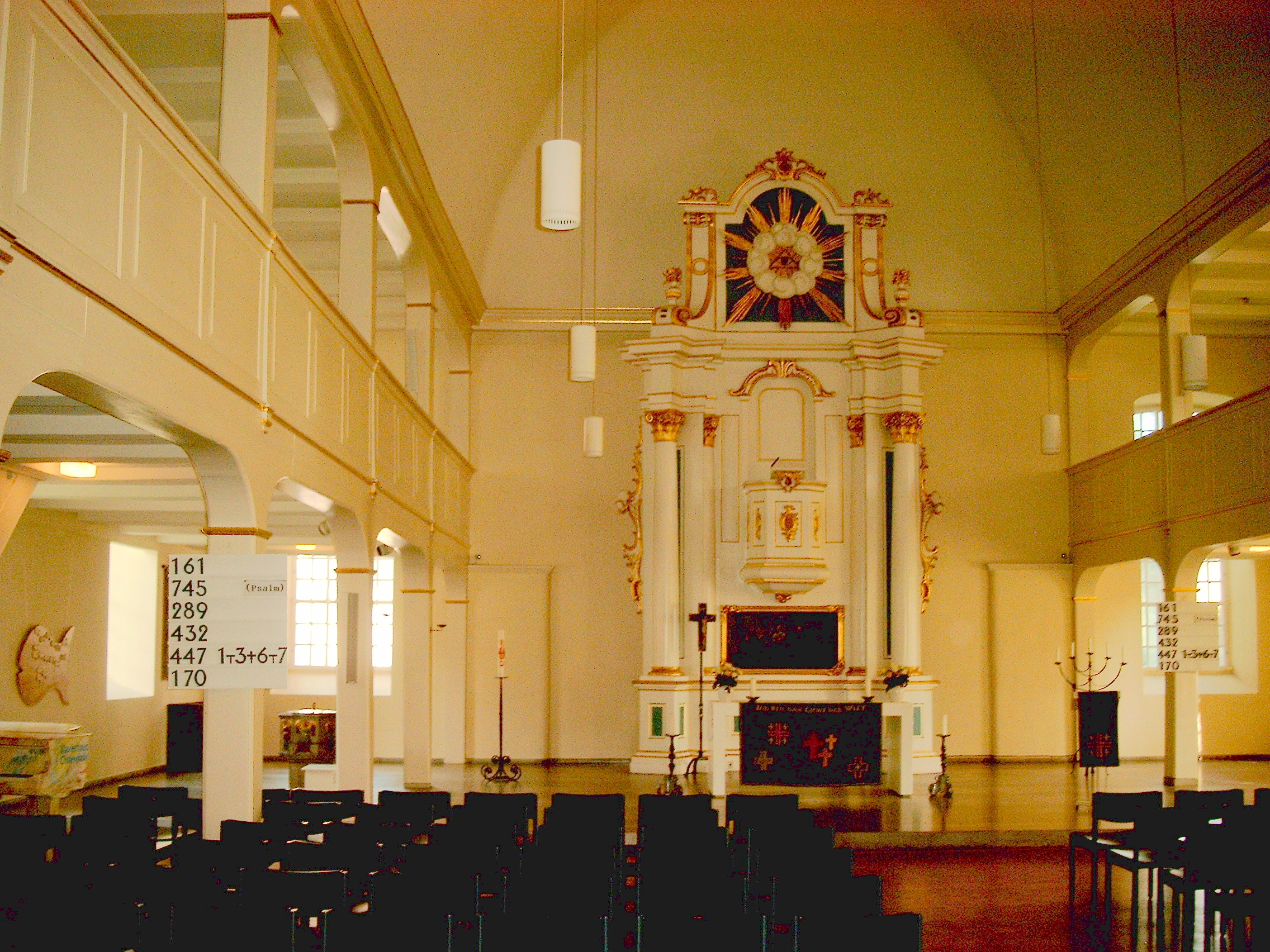
Im Kirchensaal

Im Jahr 1934 wurde als staatlich geförderte Arbeitsbeschaffungsmaßnahme in der Anfangszeit des „Dritten Reichs“ der Kirchenraum saniert und umgestaltet. Die Kirche erhielt eine neue Luftheizung und eine neue Orgel. Der zuvor dunkel gestrichene Innenraum erhielt einen hellen Farbton. Zwischen den Kirchenbänken gab es erstmals einen Mittelgang.
1964 bis 1966 erfolgte wieder eine Renovierung. Der Sandsteinfußboden wurde durch ein Holzparkett im Schiff und Marmor im Altarraum ersetzt. Der Altar wurde von der Wand in den Raum gerückt. Die Kirchenbänke durch Einzelstühle ersetzt. Ebenfalls wurde eine neue Orgel angeschafft. Nach denkmalpflegerischer Vorgabe bekam die Kirche einen neuen Außenanstrich, der sich aber schnell als nicht wetterfest erwies und 1979 wieder geändert wurde.
In den 1990er Jahren wurde die Heizung erneuert, der Kirchenraum erhielt eine neue Farbgestaltung und die Orgel wurde überholt und vervollständigt.

## Kirchenname
Die alte Seelzer Kirche muss wohl einem katholischen Heiligen geweiht gewesen sein. Nach der im Jahr 1542 erfolgten Einführung der Reformation im Fürstentum Calenberg war dieser Name in Vergessenheit geraten. Der Großbrand im Jahr 1755 vernichtete in Kirche oder Pfarrhaus eventuell noch vorhandene Dokumente.
Als Hinweis auf den vorreformatorischen Namen gelten der Seelzer Flurname Martenkamp und andererseits, dass im Jahr 1543 das Kollationsrecht der Seelzer Kirche dem Dekan von St. Martini zu Minden zustand.
Bei der Einweihung im Jahr 1767 erhielt das Gebäude keinen Namen. Im Rahmen der 700-Jahr-Feier der Seelzer Kirchengemeinde wurde der Kirche als Erinnerung an ihre Wurzeln am vierten Advent 1948 der Name St. Martin gegeben.

## Ausstattung

### Taufstein

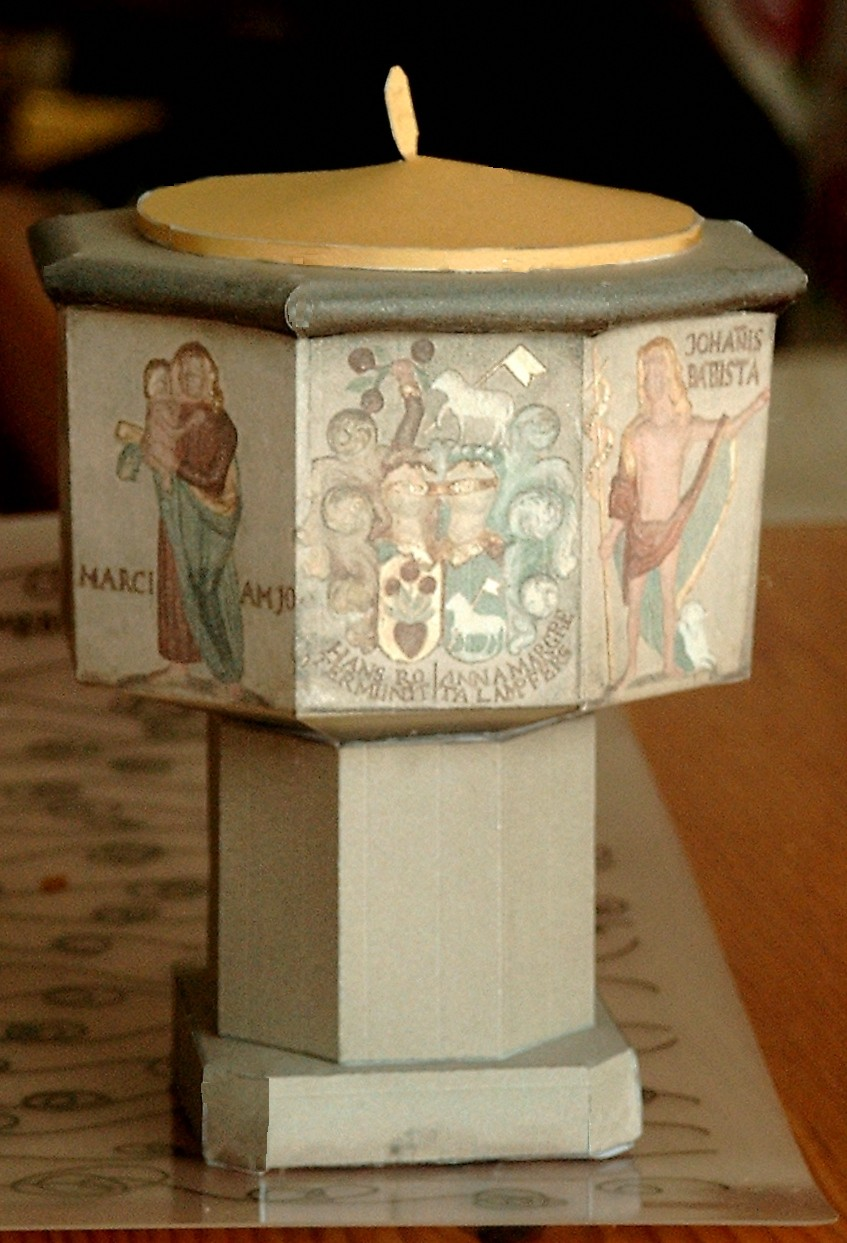
Taufstein

Der als einziges aus der alten Kirche übernommene achteckige Taufstein trägt auf einer Seite die Figur und den Namen Johannes’ des Täufers, auf fünf weiteren die der Erzengel Michael, Uriel, Jeremiel, Rapuhel und Gabriel.

### Glocken
Im Turm der alten Kirche hatten fünf Kirchenglocken gehangen. Sie waren in der Hitze des Brandes geschmolzen. Aus den Trümmern des Kirchturms konnten 28 Zentner Glockenmetall und weitere 18 Zentner verunreinigtes Metall geborgen werden. Johann Heinrich Christoph Weidemann goss daraus zwei neue Glocken. Sie wurden vorerst in einem schlichten niedrigen Glockenstuhl aufgehängt und zu Ostern 1757 erstmals geläutet.
Die 26 Zentner schwere große Glocke hatte 132 cm Durchmesser. Sie musste 1918 für die Rüstungsproduktion im Ersten Weltkrieg abgeliefert werden.
Die gut 14 Zentner schwere kleinere Glocke hat 109 cm Durchmesser. Sie musste im April 1942 abgeliefert werden. Sie konnte nach dem Zweiten Weltkrieg von Hamburger Glockenfriedhof zurückgeholt werden.
Seit November 2008 gibt es im Kirchturm drei Glocken:
Eine rund zwei Tonnen schwere große und eine rund 500 kg schwere kleine Glocke waren in den beiden Vorjahren in der Glockengießerei Bachert in Karlsruhe gegossen worden.

### Orgel
In der alten Kirche hatte es schon im 16. Jahrhundert eine Orgel gegeben. Sie erforderte mehrmals Reparaturen und verbrannte mit der Kirche.
Aus dem Vermächtnis des wohlhabend aus Südamerika zurückgekehrten gebürtigen Seelzers Cord Hinrich Marcs wurde im Jahr 1777 eine neue Orgel beschafft. An ihn erinnert eine Gedenkplakette an der Orgelempore.
Die schadenanfällige Orgel musste wiederholt repariert werden.
Im Jahr 1889 wurde die Orgel durch eine neue hinter dem alten Prospekt ersetzt.
Bei der Renovierung 1934 ersetzte man das Instrument durch eine Orgel mit elektrischer Traktur.
Da diese bald reparaturanfällig war, wurde 1968 eine neue „herkömmliche“ Orgel hinter dem alten Prospekt installiert. Das Instrument hatte aus Kostengründen zunächst nur 12 Register. Im Jahr 1996 wurde das Instrument durch die Firma Jann überholt und auf die vorgesehenen 28 Register erweitert.
| I Hauptwerk C–g3 |       |
| Bordun           | 16′   |
| Prinzipal        | 8′    |
| Gemshorn         | 8′    |
| Oktave           | 4′    |
| Spitzflöte       | 4′    |
| Rohrflöte        | 4′    |
| Nasat            | 2 ⁄3′ |
| Oktave           | 2′    |
| Mixtur IV–V      |       |
| Vox Humana       | 8′    |
| Trompete         | 8′    |

| II Hinterwerk C–g3 |       |
| Gedackt            | 8′    |
| Quintade           | 8′    |
| Prinzipal          | 4′    |
| Flöte              | 4′    |
| Gemshorn           | 2′    |
| Sifflöte           | 1 ⁄3′ |
| Sesquialtera II    |       |
| Scharff IV         |       |
| Chromone           | 8′    |
| Tremulant          |       |

| Pedalwerk C–f1  |     |
| Subbaß          | 16′ |
| Oktavbaß        | 8′  |
| Gedackt         | 8′  |
| Oktave          | 4′  |
| Nachthorn       | 2′  |
| Rauschpfeife II |     |
| Posaune         | 16′ |
| Trompete        | 8′  |
| Clarion         | 4′  |

- Normalkoppeln: II/I, I/P, II/P